# Metal Gear Solid 4: Guns of the Patriots
Metal Gear Solid 4: Guns of the Patriots (kurz: MGS4) ist das vierte Computerspiel der Metal-Gear-Solid-Reihe, das von Kojima Productions entwickelt und von Konami veröffentlicht wurde. Das Spiel ist wie die Vorgänger ein Stealth-Shooter und erschien am 12. Juni 2008 für die PlayStation 3.

## Handlung
Metal Gear Solid 4 spielt im Jahre 2014, neun Jahre nach der Handlung von Metal Gear Solid und fünf Jahre nach Metal Gear Solid 2: Sons of Liberty. Es wurde weltweit eine „Kriegswirtschaft“ erschaffen, mit sogenannten PMCs (Private Military Companies), die für Geld Soldaten aussenden. PMC-Soldaten sind mit Nanomaschinen ausgerüstet, womit sich ihre Fähigkeiten auf dem Schlachtfeld verbessern. Das Kontroll-Netzwerk dieser Nanomaschinen wird Sons of the Patriots (SOP) genannt. Liquid Ocelot bereitet sich darauf vor, diesem System zu schaden. Snake spürt inzwischen seine beschleunigte Alterung durch seinen Status als Klon und hat weniger als ein Jahr zu leben. Er lebt jetzt mit Dr. Hal „Otacon“ Emmerich und Olga Gurlukovichs Tochter Sunny. Als sein ehemaliger Kommandeur Roy Campbell ihn bittet, Liquid mit einer letzten Mission zu stoppen, akzeptiert Snake dies und zieht in den Krieg im Nahen Osten, wo Liquid sich wahrscheinlich versteckt hält.

## Spielprinzip
Das Spiel ist ein Stealth-Shooter, bei dem der Spieler genretypisch die offene Konfrontation mit Gegnern vermeiden und die Level eher vorsichtig erkunden muss.
Jedoch überlässt MGS4 die Entscheidung dem Spieler, ob er sich offensiv durchkämpfen oder eher still vorgehen will. Im Vergleich zum Vorgänger bietet MGS4 zusätzlich einen Tarnanzug, der das Aussehen der Umgebung annimmt. Des Weiteren bekommt der Spieler Unterstützung durch einen Roboter, der die Umgebung erkunden, Wachen betäuben und Fallen entschärfen kann.
MGS4 wird in der Third-Person-Perspektive gespielt, wobei die Kameraperspektive rund um die Spielfigur gedreht werden kann. Das Spiel bietet neben dem Einsatz von Waffen (darunter auch Raketenwerfer und Granaten) auch Nahkampftechniken, wie Faustschläge, Fußtritte sowie Würgegriffe. Die Spielfigur ist in der Lage in kniender sowie in aufrechter Position zu laufen, sowie zu rennen, zu schleichen und zu springen. Dies ermöglicht eine feine Anpassung an die Umgebung, um nicht entdeckt zu werden. Der Tarnanzug, Octo-Camo genannt, ermöglicht die farbliche Anpassung und Nachahmung des Musters der umgebenden Oberfläche. Dies erhöht die Wahrscheinlichkeit von Gegnern unentdeckt zu bleiben.
Durch das Anschleichen an den Rücken des Gegners kann dieser dazu gezwungen werden, seine Hände hochzuhalten und seine Waffe fallenzulassen. Darauf kann der Gegner durchsucht und nützliche Items (wie Rationen) können genommen werden. Weitere Möglichkeiten, wie das Werfen eines leeren Magazins, Klopfen an einen Gegenstand, Hinlegen eines Playboys etc. ermöglichen die Verwirrung und Ablenkung der Gegner.
Eine neue Einführung im Spiel ist die Möglichkeit, Waffen, Munition und weitere Gegenstände vom Waffenhändler Drebin zu erwerben. Sammelt man Waffen von Gegnern ein, so werden diese gegen Drebin-Punkte eingetauscht. Die Drebin-Punkte können dann wiederum gegen Güter eingetauscht werden.

## Marketing und Erfolg
Zwei Monate vor der Veröffentlichung wurden Journalisten zu einem „Review-Event“ eingeladen, wo sie das Spiel durchspielen konnten. In der ersten Woche nach der Veröffentlichung wurden eine Million Einheiten des Spiels verkauft. Das Spiel wurde seit dem Release im Juni 2008 insgesamt mehr als fünf Millionen Mal verkauft und galt als das bis dahin bestverkaufte PS3-Exklusivspiel.

## Rezeption
Ähnlich wie Grand Theft Auto IV wurde das Spiel auch außerhalb der üblichen Spieletester wahrgenommen. Neben Spiegel Online berichtete auch der Focus, Die Welt, Stern und die New York Times.
Spiegel Online beschreibt das Spiel als „krassen Gegenentwurf“ zu Grand Theft Auto IV, wegen der festen Levelstruktur und der „rigiden Erzählreihenfolge“. Es sei damit von Spielprinzip her ein „konservativer Konsolentitel aus den Achtzigern“. Das Besondere an MGS4 seien jedoch die fotorealistische Optik im Spiel und die Actionszenen in den Zwischensequenzen, die sich auf „Augenhöhe mit Hollywood und Hongkong“ befänden.
Die Handlung an sich in MGS4 wird positiv dargestellt. Sie spiegele die heutige Politik wider:

„Die dunkle Welt […] ist ein überdrehtes Zerrbild, eine düstere Extrapolation heutiger US-Außenpolitik. Überall auf dem Planeten toben Stellvertreterkriege, […] Die "Kriegswirtschaft", die den Planeten quält und gleichzeitig am Laufen hält, ist das zentrale Thema, und die Frage, welches Übel man abschaffen kann, ohne damit ein anderes stärker zu machen.“

Kritisiert wird jedoch die Länge einiger Zwischensequenzen, die bis zu 45 Minuten dauern.
Die Welt beschreibt MGS4 und andere neue Spiele wie GTA4 als ernst zu nehmende Konkurrenz für das Kino. Während die Besucherzahlen am niedrigsten Stand seit 13 Jahren befänden, hätte die Computerspiele-Branche in Deutschland 2007 einen Anstieg um 21 Prozent verzeichnet; in den USA läge der Anstieg bei 40 Prozent. Letztlich sieht die Welt in Film und Computerspiele keine Konkurrenten, sondern beide Medien bewegen sich aufeinander zu.

„Zurzeit ist aber kaum die Rede von Iron Man, Indiana Jones oder der Familie Racer – obwohl die alle in den vergangenen Monaten ins Kino kamen. Die Helden, über die man redet, heißen Master Chief, Altair, Niko Bellic und Solid Snake“

Auch 4Players lobt die Zwischensequenzen, die Grand Theft Auto IV sowie Hollywood-Produktionen überbieten würden. Das Deckungssystem könne jedoch nicht mit neuen Titeln mithalten, die verwendeten Texturen seien an einigen Stellen matschig und das Gameplay biete nichts Neues. Im direkten Vergleich zum Vorgänger sei das Gameplay einfacher und damit auch wenig innovativ, da der Spieler in vielen Fällen einfach nur einen Wegpunkt erreichen müsse. So sei insgesamt die Handlung, die durch die Zwischensequenzen erzählt wird, das Besondere.